# Kieron Morris
Kieron Morris (3 de junio de 1994) es un futbolista inglés que se desenvuelve como centrocampista y juega en el Oldham Athletic A. F. C. de la League Two.

## Carrera
Morris nació en Hereford y creció en Leominster, Herefordshire. Empezó a jugar a fútbol desde muy pequeño, formando parte del Hereford United centro de excelencia, jugó como juvenil para el club local Leominster Minors antes de ser observado por el Manchester United que preguntaba por su precio. Morris estuvo en Manchester durante varios años, pero lo dejó tras no llegar a un acuerdo en el contrato. Finalmente empezó su carrera con Walsall e hizo su debut profesional el 28 de agosto de 2013 en una derrota por 3–1 contra el Stoke City en la EFL League Cup.
Durante la temporada 2012–13 Morris estuvo cedido en el Conference North, donde hizo su primer gol en ocho partidos, y en la siguiente temporada fue cedido a Leamington, donde disputó cuatro encuentros de liga. En enero de 2014, Morris, junto con sus amigos del Walsall Matt Preston y Danny Griffiths llegaron al lado islandés para jugar con ÍBV. Los tres disputaron el partido que perdieron por 2-1 contra Stjarnan en un torneo de pretemporada, pero no fue apechugado por ÍBV y posteriormente regresó a Walsall.
Morris fichó por Wrexham en una cesión hasta el final de la temporada el 30 de enero de 2015. Durante su período de préstamo con los Red Dragons, fue impresionante cuando anotó un tiro libre en la vuelta de semifinales de la FA Trophy contra el Torquay United el 28 de febrero de 2015 anotando el gol de la victoria del derbi fronterizo contra el Chester el 7 de marzo de 2015.
Fue rescindido de Walsall al final de la temporada 2018-2019, después de fichar por Tranmere Rovers el 26 de junio de 2019.
En mayo de 2020, Morris estuvo nombrado como jugador de la temporada 2019-20 para Tranmere.

## Estadística de carrera
| Club                     | Temporada     | Liga               | Liga     | Liga  | FA Cup   | FA Cup | League Cup | League Cup | Otros    | Otros | Total    | Total |
| Club                     | Temporada     | División           | Partidos | Goles | Partidos | Goles  | Partidos   | Goles      | Partidos | Goles | Partidos | Goles |
| ------------------------ | ------------- | ------------------ | -------- | ----- | -------- | ------ | ---------- | ---------- | -------- | ----- | -------- | ----- |
| Walsall                  | 2012–13       | League One         | 0        | 0     | 0        | 0      | 0          | 0          | 0        | 0     | 0        | 0     |
| Walsall                  | 2013–14       | League One         | 2        | 0     | 0        | 0      | 1          | 0          | 0        | 0     | 3        | 0     |
| Walsall                  | 2014–15       | League One         | 14       | 2     | 0        | 0      | 1          | 1          | 0        | 0     | 15       | 3     |
| Walsall                  | 2015–16       | League One         | 33       | 3     | 4        | 0      | 3          | 0          | 2        | 0     | 42       | 3     |
| Walsall                  | 2016–17       | League One         | 35       | 5     | 0        | 0      | 1          | 0          | 1        | 1     | 37       | 6     |
| Walsall                  | 2017–18       | League One         | 42       | 3     | 1        | 0      | 1          | 0          | 4        | 0     | 48       | 3     |
| Walsall                  | 2018–19       | League One         | 17       | 2     | 3        | 0      | 2          | 1          | 4        | 2     | 26       | 5     |
| Walsall                  | Total         | Total              | 143      | 15    | 7        | 0      | 9          | 2          | 11       | 3     | 170      | 20    |
| Worcester City (cesión)  | 2012–13       | Conference North   | 8        | 1     | 0        | 0      | —          | —          | 0        | 0     | 8        | 1     |
| Leamington (cesión)      | 2013–14       | Conference North   | 4        | 0     | 0        | 0      | —          | —          | 1        | 0     | 5        | 0     |
| Wrexham (cesión)         | 2014–15       | Conference Premier | 9        | 2     | 0        | 0      | —          | —          | 4        | 2     | 13       | 4     |
| Tranmere Rovers (cesión) | 2018–19       | League Two         | 14       | 1     | 0        | 0      | 0          | 0          | 3        | 0     | 17       | 1     |
| Tranmere Rovers          | 2019–20       | League One         | 34       | 2     | 6        | 3      | 1          | 0          | 2        | 0     | 43       | 5     |
| Tranmere Rovers          | 2020–21       | League Two         | 33       | 4     | 3        | 0      | 1          | 0          | 7        | 2     | 44       | 6     |
| Tranmere Rovers          | Total         | Total              | 67       | 6     | 9        | 3      | 2          | 0          | 9        | 2     | 87       | 11    |
| Total carrera            | Total carrera | Total carrera      | 245      | 25    | 16       | 3      | 11         | 2          | 26       | 7     | 300      | 37    |

## Palmarés
- EFL League Two play-offs: 2019[17]
- Subcampeón de la EFL Trophy: 2020-21[18]